# Municipio de Boxholm
Boxholm (en sueco: Boxholms kommun) es un municipio en la provincia de Östergötland, al sureste de Suecia. Su sede se encuentra en la localidad de Boxholm. El municipio actual se formó en 1971 cuando la ciudad de mercado (köping) de Boxholm (instituida en 1947) se fusionó con Södra Göstring y una parroquia (Rinna) del disuelto municipio de Folkunga.

## Localidades
Hay dos áreas urbanas (tätort) en el municipio:
| # | Tätort    | Población |
| - | --------- | --------- |
| 1 | Boxholm   | 3320      |
| 2 | Strålsnäs | 448       |